# Phối cảnh

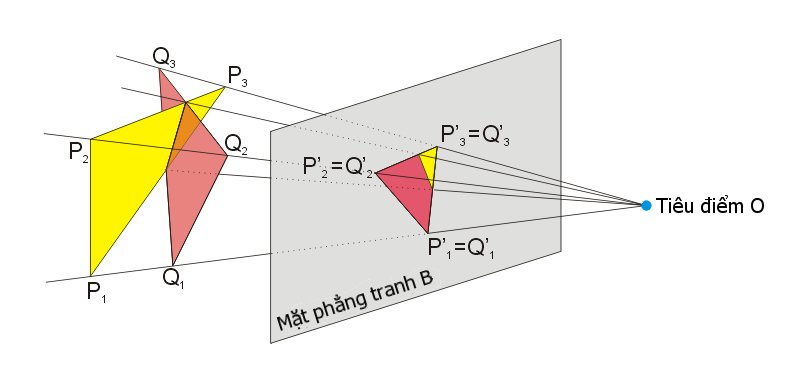
Nguyên lý của phối cảnh

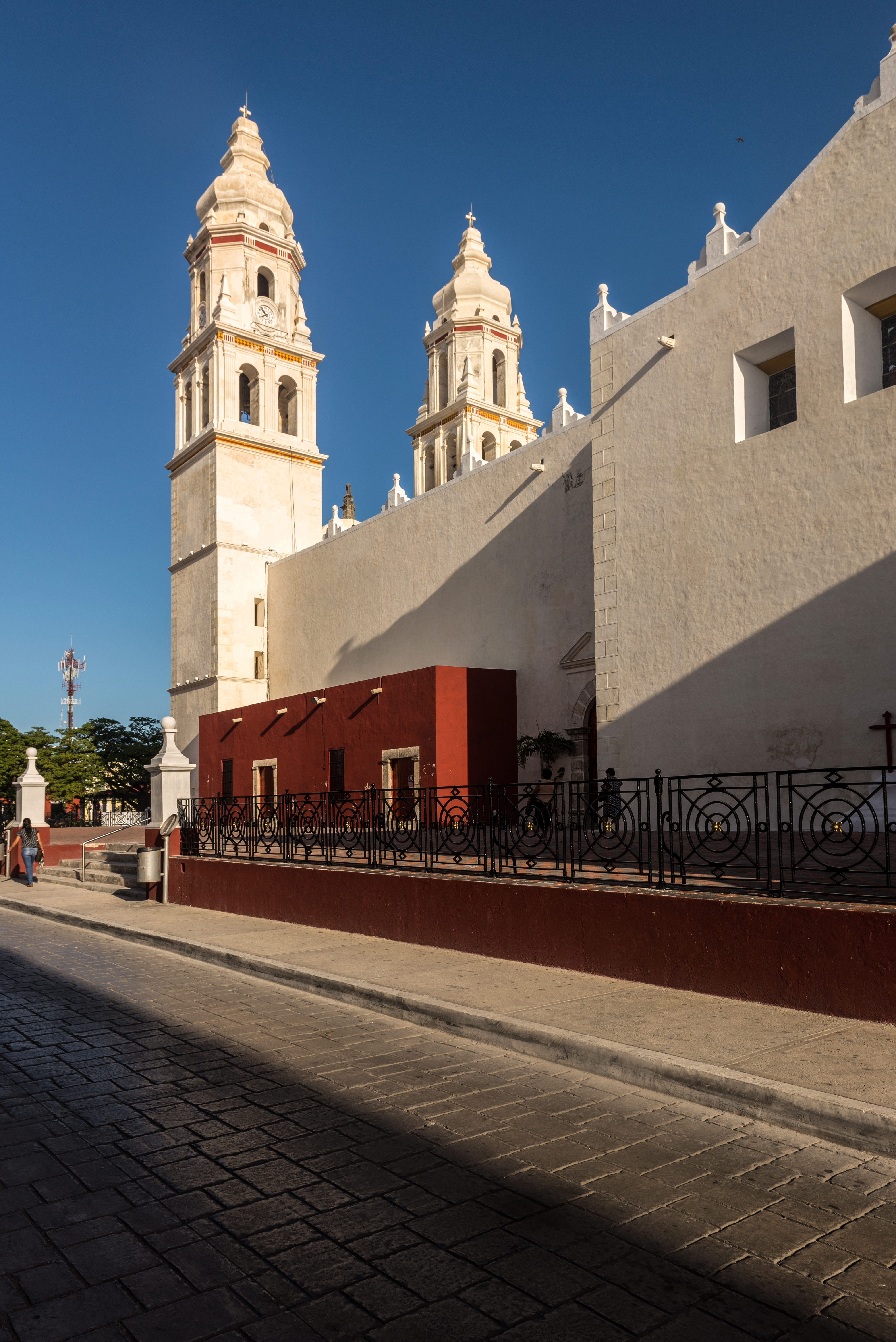

Phối cảnh là một cách vẽ trong hội họa, hay tạo hình, dùng để thể hiện các hình ảnh 3 chiều một cách gần đúng trên một bề mặt 2 chiều (giấy hay vải) nhờ vào các quy luật phối cảnh. Các quy luật phối cảnh được xây dựng trên các quy tắc hình học chặt chẽ.
Chúng ta đang sống trong một không gian 3 chiều. Các hình ảnh chuyển động có thể được liên hệ đến chiều thứ 4 là thời gian. Nhưng mặt phẳng giấy chỉ có 2 chiều. Các quy tắc phối cảnh giúp hình ảnh 2 chiều trở thành 3 chiều, khiến chúng được quan sát được trực quan hơn trên tranh vẽ.